# Hoarstones

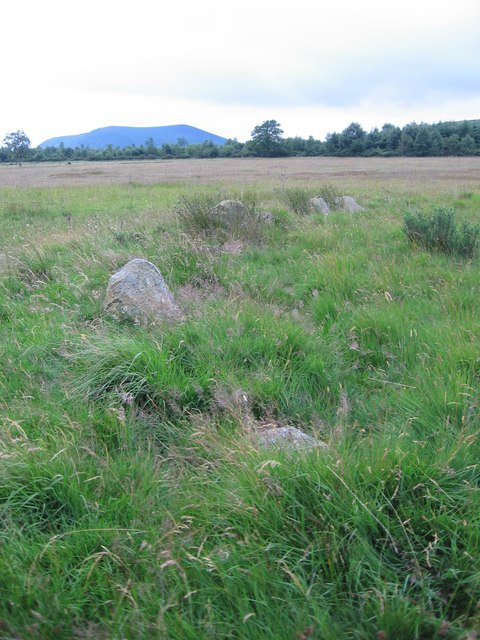
Die Hoarstones

Die Hoarstones (auch Hoar Stone Circle, Black Marsh, Hemford oder Marsh Pool Circle genannt) bilden einen Steinkreis in „Chirbury with Brompton“ in Shropshire in England. 
Der Steinkreis hat einen Durchmesser von etwa 22,0 Metern und besteht aus 37 Steinen und einem zentralen Stein, die alle aus Dolerit und weniger als einen Meter hoch sind. Der Steinkreis liegt auf einem südöstlichen Hang mit sumpfigem Boden, nicht weit vom nördlichen Ende eines ehemaligen Gletschersees, von dem der Marsh Pool ein Überbleibsel ist. Es gibt zwei kleine Hügel im Nordwesten des Kreises, die Überreste von Grabhügeln sein können. 
In einige Steine sind Löcher gebohrt, diese stammen aus der Zeit, als lokale Bergleute die Steine bei Hochzeitsfeiern benutzten, indem sie die Löcher mit Schießpulver füllten und es anzündeten. 
Die Hoarstones können eine Verbindung zu dem ähnlichen Kreis in der Nähe von Mitchell’s Fold und zu einem dritten Kreis haben, der früher als Whetstones bekannt war. 
Hoar Stone heißt ein Longbarrow westlich von Cirencester in Gloucestershire, das Kammergrab Hoar Stone liegt in Oxfordshire und ein Kammergrabrest liegt bei Stepple Barton in West Oxfordshire.